# サビナ・ババイェヴァ
サビナ・エルダル・クズ・ババイェヴァ（Səbinə Eldar qızı Babayeva / Sabina Eldar qızı Babayeva、1979年12月2日 - ）は、アゼルバイジャンの歌手である。2012年5月にアゼルバイジャンのバクーにて開催されるユーロビジョン・ソング・コンテスト2012のアゼルバイジャン代表に選出された。
アサフ・ゼイナルリ（Asaf Zeynalli）音楽学校の声楽科を卒業し、1999年より歌手として活動する。2003年のテレビ番組シリーズ『バヤズ・ハヤト（Bəyaz həyat）』の主題歌「Roya kimi」などで知られる。ユーロビジョン・ソング・コンテスト2011のアゼルバイジャン国内選考では3位となった。